# ラファエレ・クートロ
ラファエレ・クートロ（Raffaele Cutolo、1941年12月20日 - 2021年2月17日）は、カモッラのボスだった人物。

## プロフィール
オッタヴィアーノで3人兄弟の末っ子として生まれる。小学校卒業後、大工の見習いとして働き始める。1963年2月24日に路上で口論をした相手を射殺し刑務所に入る。刑務所内では法律などを勉強し組織犯罪での出世の仕方を学ぶ。服役中に他の受刑者に贈り物をしたり、金を分け与えたりして仲間を作る。1970年に釈放。
1971年に再逮捕される。このとき獄中で職のない若者たちなどを集め「ヌオーヴァ・カモッラ・オルガニッザーダ（新編成カモッラ）」と名づけた本格的な組織を作る。独自に入会儀式を作り行っていたという。クートロは組織維持のため商店から上納金を取り、払わなければ放火、爆弾、殺人まで行なった。金の管理は姉のロゼッタが管理しており、彼女は獄中のクートロにかわりボス代行をしていた。
1978年2月5日にクートロはサンテフレム刑務所病院の正面入り口を爆弾で吹き飛ばし脱獄すると、組織拡大のためヌドランゲタと協力関係を作るが、この頃から煙草の密売をめぐり他のカモッラのファミリーと大規模な抗争を起こし両派で700人以上の死者を出す。クートロの組織があまりにも大きく力を持っていたので、ヌヴァレッタ、バルデッリーノ、ザーザ、ジュリアーノなどの他のカモッラのファミリーが団結し、クートロの組織に対抗した。クートロは15ヶ月の逃亡生活の末1979年5月15日に逮捕させるが、獄中からも組織を指揮した。
その後、クートロの長い獄中生活と、副官のヴィンチェンツォ・カジッロの暗殺でクートロのファミリーは徐々に力を失っていく。さらに、パスクアーレ・バッラ、ジョヴァンニ・パンディコのクートロの組織の大物が捜査当局側に転向し、組織は大打撃を受けた。2人の告白により800人の逮捕者が出た。その中にはサンタントニオ・アバーテの市長や議員、実業家、神父、弁護士などもおり、イタリアにおけるカモッラの影響力の強さを見せ付けた。さらに1983年にクートロと抗争をしていた側も700人の逮捕者が出て、抗争は終結した。
その後、クートロの一家はかつての勢いは失い、反クートロ派も以前のように分裂している。
2021年2月17日、収監されていた受刑者棟で敗血症により死去。

## エピソード
- 彼は16世紀にメディチ家が建てたという広大な屋敷を買い取り住んでいた。かつてはオペラ作曲家のヴィンチェンツォ・ベッリーニや詩人のガブリエーレ・ダンヌンツィオが滞在したこともあるという。その後、メディチ宮殿はクートロの逮捕後、国有財産になった。
- オッタヴィアーノでクートロの事を聞くとほとんどの人が貧しい人を助けた、正義をもたらしたなど褒めるという。ちなみにクートロはオッタヴィアーノでは上納金をとったりはしなかったという。
- 1970年代にマフィアがタバコ密輸でクートロにも協力を頼んだが、相手を侮辱した態度で断ったため、以後コーザ・ノストラの敵となったという。
- 彼は1987年に日本のジャーナリスト竹山博英にインタビューを受けている。「マフィア　―シチリアの名誉ある社会―」に書かれている。